# Cat Paradise
Cat Paradise (学園創世猫天！?, Gakuen sōsei nekoten!) è un manga giapponese scritto ed illustrato da Yūji Iwahara. È stato serializzato sulla rivista mensile shōnen Champion Red da giugno 2006 a dicembre 2008. I capitoli sono stati raccolti da Akita Shoten in cinque volumi tankōbon. In Italia è stato pubblicato da GP Publishing dal 25 settembre 2010 al 15 aprile 2011.

## Trama
All'Accademia Matabi gli studenti sono autorizzati a portare i propri gatti da compagni. Durante la cerimonia d'ingresso i nuovi iscritti, Yumi Hayakawa e il suo gatto Kansuke, vengono attaccati da un terribile demone, Kaen, che appare improvvisamente nel campus ma grazie ad un potere misterioso Yumi e il suo gatto scendono in campo pronti alla battaglia.

## Volumi
| Nº | Titolo italiano Giapponese 「Kanji」 - Rōmaji                 | Data di prima pubblicazione             | Data di prima pubblicazione              |
| Nº | Titolo italiano Giapponese 「Kanji」 - Rōmaji                 | Giapponese                              | Italiano                                 |
| 1  | Cat Paradise 1 「学園創世猫天！ 1」 - Gakuen sōsei nekoten! 1 | 18 maggio 2007 ISBN 978-4-253-23261-6   | 25 settembre 2010 ISBN 978-88-6468-119-1 |
| 2  | Cat Paradise 2 「学園創世猫天！ 2」 - Gakuen sōsei nekoten! 2 | 18 maggio 2007 ISBN 978-4-253-23262-3   | 14 ottobre 2010 ISBN 978-88-6468-120-7   |
| 3  | Cat Paradise 3 「学園創世猫天！ 3」 - Gakuen sōsei nekoten! 3 | 20 dicembre 2007 ISBN 978-4-253-23263-0 | 4 dicembre 2010 ISBN 978-88-6468-121-4   |
| 4  | Cat Paradise 4 「学園創世猫天！ 4」 - Gakuen sōsei nekoten! 4 | 20 giugno 2008 ISBN 978-4-253-23264-7   | 15 gennaio 2011 ISBN 978-88-6468-122-1   |
| 5  | Cat Paradise 5 「学園創世猫天！ 5」 - Gakuen sōsei nekoten! 5 | 19 dicembre 2008 ISBN 978-4-253-23265-4 | 15 aprile 2011 ISBN 978-88-6468-122-1    |